# Liste der Kulturdenkmale in Ronneburg (Thüringen)
In der Liste der Kulturdenkmale in Ronneburg sind die Kulturdenkmale der thüringischen Stadt Ronneburg im Landkreis Greiz aufgelistet.

## Legende
- Bild: zeigt ein Bild des Kulturdenkmals und gegebenenfalls einen Link zu weiteren Fotos des Kulturdenkmals im Medienarchiv Wikimedia Commons
- Bezeichnung: Name, Bezeichnung oder die Art des Kulturdenkmals
- Lage: Wenn vorhanden Straßenname und Hausnummer des Kulturdenkmals; Grundsortierung der Liste erfolgt nach dieser Adresse. Der Link Karte führt zu verschiedenen Kartendarstellungen und nennt die Koordinaten des Kulturdenkmals.
 Kartenansicht, um Koordinaten zu setzen – in dieser Kartenansicht sind Kulturdenkmale ohne Koordinaten mit einem roten bzw. orangen Marker dargestellt und können in der Karte gesetzt werden. Kulturdenkmale ohne Bild sind mit einem blauen bzw. roten Marker gekennzeichnet, Kulturdenkmale mit Bild mit einem grünen bzw. orangen Marker.
- Datierung: gibt das Jahr der Fertigstellung beziehungsweise das Datum der Erstnennung oder den Zeitraum der Errichtung an
- Beschreibung: bauliche und geschichtliche Einzelheiten des Kulturdenkmals, vorzugsweise die Denkmaleigenschaften
- ID: Die ID identifiziert das Kulturdenkmal eindeutig. In Thüringen sind aktuell keine IDs veröffentlicht. In der ID-Spalte kann sich auch folgendes Icon  befinden, dies führt zu Angaben zu diesem Kulturdenkmal bei Wikidata.

## Kulturdenkmale nach Ortsteilen

### Friedrichshaide
| Bild | Bezeichnung | Lage                                       | Datierung | Beschreibung | ID |
| ---- | ----------- | ------------------------------------------ | --------- | ------------ | -- |
| BW   | Wohnhaus    | Friedrichshaide, Weidaer Straße 16 (Karte) |           |              |    |

### Raitzhain
| Bild                           | Bezeichnung                         | Lage                              | Datierung | Beschreibung | ID |
| ------------------------------ | ----------------------------------- | --------------------------------- | --------- | ------------ | -- |
| BW                             | Gehöft                              | Raitzhain, Hauptstraße 23 (Karte) |           |              |    |
| BW                             | Gehöft                              | Raitzhain, Hauptstraße 8 (Karte)  |           |              |    |
| BW                             | Gehöft                              | Raitzhain, Hauptstraße 9 (Karte)  |           |              |    |
| weitere Bilder Fotos hochladen | Kirche mit Ausstattung und Kirchhof | Raitzhain, Schulstraße 8 (Karte)  |           |              |    |

### Ronneburg
| Bild                                    | Bezeichnung                                          | Lage | Datierung | Beschreibung                                           | ID |
| --------------------------------------- | ---------------------------------------------------- | --- | --------- | ------------------------------------------------------ | -- |
| BW                                      | Die alte Burg                                        | Ronneburg (Karte) |           | Bodendenkmal                                           |    |
| BW                                      | Rotes Haus                                           | Ronneburg, Altenburger Straße 14 (Karte) |           | Gehöft                                                 |    |
| BW                                      | Wohnhaus                                             | Ronneburg, Altenburger Straße 27 (Karte) |           |                                                        |    |
| BW                                      | Wohnhaus                                             | Ronneburg, Altenburger Straße 29 (Karte) |           |                                                        |    |
| BW                                      | ehem. Armenhaus, danach Knabenschule                 | Ronneburg, Altenburger Straße 59 (Karte) |           |                                                        |    |
| BW                                      | Stellwerk                                            | Ronneburg, Altenburger Straße 88 (Karte) |           |                                                        |    |
| BW                                      | Schacht 407                                          | Ronneburg, An der Brunnenstraße o. Nr.; Schmirchauer Straße o. Nr. (Karte) |           | Bergbauschacht                                         |    |
| BW                                      | Wohnhaus                                             | Ronneburg, August-Bebel-Straße 9 (Karte) |           |                                                        |    |
| BW                                      | ehem. Räderwerk Ronneburg                            | Ronneburg, Bahnhofstraße 2; Rosa-Luxemburg-Straße 4 (Karte) |           | Industriehalle mit Verwaltungs- und Produktionsgebäude |    |
| BW                                      | Villa Breitenbach                                    | Ronneburg, Brunnenstraße 25 (Karte) |           | Villa mit Gartengrundstück und Einfriedung             |    |
| BW                                      | Villa mit Park und Einfriedung                       | Ronneburg, Brunnenstraße 6 (Karte) |           |                                                        |    |
| BW                                      | Joliot-Curie-Schule                                  | Ronneburg, Goethestraße 28 (Karte) |           | Schule                                                 |    |
| BW                                      | Wohnhaus                                             | Ronneburg, Goethestraße 7 (Karte) |           |                                                        |    |
| BW                                      | Wohn- und Geschäftshaus mit Seitengebäude            | Ronneburg, Herrengasse 1 (Karte) |           |                                                        |    |
| BW                                      | Wohn- und Geschäftshaus mit Seitengebäude            | Ronneburg, Herrengasse 14 (Karte) |           |                                                        |    |
| BW                                      | Wohn- und Geschäftshaus                              | Ronneburg, Herrengasse 8 (Karte) |           |                                                        |    |
| BW                                      | Wohnhaus                                             | Ronneburg, Kirchgasse 4 (Karte) |           |                                                        |    |
| BW                                      | Wohnhaus                                             | Ronneburg, Kirchgasse 5 (Karte) |           |                                                        |    |
| weitere Bilder Fotos hochladen          | Ev. Stadtkirche St. Marien                           | Ronneburg, Kirchplatz 1 (Karte) |           | Kirche mit Ausstattung                                 |    |
| BW                                      | Wohnhaus                                             | Ronneburg, Kirchplatz 11 (Karte) |           |                                                        |    |
| BW                                      | Pfarrhaus mit Garten und Einfriedung                 | Ronneburg, Kirchplatz 3 (Karte) |           |                                                        |    |
| BW                                      | Wohnhaus mit Kirchpforte                             | Ronneburg, Kirchplatz 4 (Karte) |           |                                                        |    |
| Direkt Bild zu diesem Denkmal hochladen | Kernstadt Ronneburg                                  | Ronneburg, Markt; Altenburger Straße 1, 2, 3, 4, 5, 6, 7, 8, 9, 10, 11, [12], 14; Am Zwinger 1, 2, 3, 4, 5, 6, 7, 8, 9; August-Bebel-Straße 1, 2, 3, 4, 5, 6, 7, 8, 9, 10, 11, 12, 13, 14, 15; Bachgasse 13, 14, 15, [16], 17, 18; Badergasse 2, 3, 4, 5, 6, 7, 8, 9, 10, 11, 12, 13, 14, 15, 16, [17], 18, 19, 20, 21, 22, 23, 24, 25, 26, 27, 28, 29, 30, 31; Berggasse 1, 1a, 2, 3, 4, 5, 6, 7, 8, 9; Bergkellergasse 1, 2, 3, 4, 5, 6, 7, 8, 9, 10, 11, 12, 13, 14, 15; Erbisstraße 1, 2, 3, 4, 4a, 5, 6, 7, 8, 9, 10, 11, 12, 8139, 14, 15, 16, 17, 18, 19, 20; Geraer Straße [1]; Heinrich-Heine-Straße 1, 2, 3, 4, 5, 6, 7, 8, 9, 9a, 10, 11, 12, 13, [14], 15, 16, 17, 18, [19], 20, 21; Herrengasse 1, 2, 3, 4, 5, 6, 7, 8, 9, 10, 11, 12, 13, 14, 15, 16; Hirschgasse 1, 2, 3, 4, 5, 6; Kirchgasse 1, 2, 3, 4, 5; Kirchplatz 1, 1a, 2, 3, 4, 5, 6, 7, 8, 9, 10, 11, 12, 13, 14, 15, 16, 17, 18, 19; Markt 1, 2, 3, 4, 5, 6, 7, 8, 9, 10, 11, 12, 13, 14, 15, 16, 17, 18, 19, 20, 21, 22, 23, 24, 25, 26, 27, 28, 29, 30, 31, 32, [33], 34, 5, 36, 37, 38, 39, 40, 41, 42, 43, 44, 45, 46, 47, 48, 49; Marktgasse 1, 2, 3, 4, 5, 6, 7, 8, 9,10, 11; Neugasse 1, 1a, 2, 2a, 3; Pfarrgasse o. Nr.; Pforte 1, 2, 3, 4; Rödergasse 2, 3, 4, 5, 5a, [6] 7, 8, 9, 10, 11, 13, 14; Schloßberg 2, 3, 4, 5, 6, 7; Schloßstraße 1, 2, 3, 4, 5, 6, 7, 8, 9, 10, 11, 12, 13, 14, 15, 16, 17, 18, 19, 20, 21, 22, 23, 24, 25; Siebenberge 1, 2, 3, 4, 5, 6, 7, 8, 9; Torgasse 1, 2, 3, 4, 5, 6, 7; Zeitzer Straße 2 |           | Ensemble                                               |    |
| weitere Bilder Fotos hochladen          | Rathaus mit Sparkasse                                | Ronneburg, Markt 1, 2 (Karte) |           | Rathaus                                                |    |
| BW                                      | Wohn- und Geschäftshaus                              | Ronneburg, Markt 14 (Karte) |           |                                                        |    |
| BW                                      | Wohn- und Geschäftshaus                              | Ronneburg, Markt 26 (Karte) |           |                                                        |    |
| BW                                      | Haus Noack                                           | Ronneburg, Markt 38 (Karte) |           | Stadthof                                               |    |
| BW                                      | Friedrich-Schiller-Schule                            | Ronneburg, Martin-Luther-Straße 11 (Karte) |           | Schule mit Turnhalle, Schulhof und Vorgarten           |    |
| BW                                      | ENS Martin-Luther-Straße                             | Ronneburg, Martin-Luther-Straße 11, 14-26; Goethestraße 1; Martin-Luther-Straße 11, 14, 16, 18, 20, 22, 24, 26 (Karte) |           | Ensemble                                               |    |
| BW                                      | Bauhandwerk                                          | Ronneburg, Martin-Luther-Straße 30 (Karte) |           | Wohnblock mit Sgraffito                                |    |
| BW                                      | Wohnhaus mit Einfriedung und Freifläche              | Ronneburg, Martin-Luther-Straße 4 (Karte) |           |                                                        |    |
| BW                                      | Wohnhaus                                             | Ronneburg, Martin-Luther-Straße 5 (Karte) |           |                                                        |    |
| BW                                      | Wohnhaus                                             | Ronneburg, Martin-Luther-Straße 6 (Karte) |           |                                                        |    |
| BW                                      | Wohnhaus                                             | Ronneburg, Paitzdorfer Straße 11 (Karte) |           |                                                        |    |
| BW                                      | Ehemaliges Kaiserliches Postamt                      | Ronneburg, Rosa-Luxemburg-Straße 2 (Karte) |           | Postgebäude                                            |    |
| BW                                      | Wohn- und Geschäftshaus mit Seitengebäude            | Ronneburg, Schloßstraße 1 (Karte) |           |                                                        |    |
| weitere Bilder Fotos hochladen          | Schloss Ronneburg                                    | Ronneburg, Schloßstraße 19 (Karte) |           | Schlossanlage                                          |    |
| BW                                      | Wohn- und Geschäftshaus                              | Ronneburg, Siebenberge 6 (Karte) |           |                                                        |    |
| BW                                      | Friedhof mit Kapelle, Vorplatz und Gefallenendenkmal | Ronneburg, Zeitzer Straße o. Nr. (Karte) |           |                                                        |    |
| Direkt Bild zu diesem Denkmal hochladen | Stadtbefestigung                                     | Ronneburg |           |                                                        |    |